# British Shooting
Die British Shooting ist der nationale Dachverband für Schießsportdisziplinen im Vereinigten Königreich. Er ist Mitglied in der British Olympic Association und der International Shooting Sport Federation (ISSF).

## Geschichte
British Shooting ersetzte 2007 die GB Target Shooting Federation als einzige Anlaufstelle für Organisationen wie die British Olympic Association, die British Paralympic Association und die ISSF. Dabei fungiert British Shooting als Dachverband für sämtliche ISSF-Veranstaltungen, was aufgrund der zersplitterten Verwaltung des Schießsports in Großbritannien erforderlich ist. Dabei werden verschiedene Disziplinen von unterschiedlichen Verbänden betreut, wie etwa der Clay Pigeon Shooting Association (CPSA), der National Rifle Association of the United Kingdom (NRA) und der National Smallbore Rifle Association (NSRA).
British Shooting setzte sich für die Wiedereinführung des Schießsports bei den Commonwealth Games 2022 in Birmingham ein, hatte damit jedoch keinen Erfolg.